# Idioma warrungu
Warrongo (o War(r)ungu) es una lengua aborigen australiana, una de las doce lenguas de la rama de las lenguas máricas de la Familia Pama-Nyungan. Anteriormente lo hablaban los pueblo warrongo en el área alrededor de Townsville, Queensland, Australia. Su último hablante nativo fue Alf Palmer, quien murió en 1981.
Antes de su muerte, los lingüistas Tasaku Tsunoda y Peter Sutton trabajaron junto con Palmer para preservar el idioma (Warrungu propiamente dicho); gracias a sus esfuerzos, el idioma comienza a revivir.
Una de las características notables del lenguaje es su sintáctico ergatividad.
Como señaló Ethnologue, el idioma está actualmente inactivo, lo que significa que no quedan hablantes nativos/competentes.
Los nombres alternativos para el idioma incluyen Warrangu, Warrango, War(r)uŋu, War-oong-oo, Gudjala y Gudjal.
La región lingüística Warungu incluye áreas desde el río Upper Herbert hasta el Monte Granate.

## Sociolinguistic situation
Hoy en día, las personas que se identifican como pueblo Warrongo viven tanto dentro del territorio tradicional Warrongo (Mount Garnet) como fuera de él (Palm Island,  Townsville, Ingham, Cardwell y Cairns). El idioma se ha extinguido desde que el último hablante, Alf Palmer, murió en 1981. A fines de la década de 1990 o principios de la de 2000, una comunidad de personas, la mayoría de ellos nietos de los últimos hablantes, inició un movimiento de recuperación del idioma. Figura siendo la nieta de Alf Palmer. La comunidad se había puesto en contacto con Tsunoda, el lingüista que trabajó con los últimos hablantes en la década de 1970, y entre 2002 y 2006 dirigió 5 sesiones de lecciones, de 4 a 5 días cada una. Como resultado, el lenguaje parece haber adquirido un conjunto limitado de funciones simbólicas. Ha comenzado a usarse para burlarse de los niños y como fuente de nombres personales.

## Clasificación
Parece que hubo al menos dos dialectos mutuamente inteligibles. Warrongo pertenece a las lenguas pama-ñunganas (macro)familia. Los idiomas más estrechamente relacionados son Gugu Badhun (90% de léxico compartido en términos del vocabulario de 99 elementos de Hale) y Gujal (94% de léxico intercambio). La clasificación de nivel intermedio de este grupo parece incierta: la evidencia de correspondencias fonológicas, pronombres y raíces verbales sugiere que pertenece al grupo de lenguas máricas (junto con Bidjara,  Gungabula, Marganj, Gunja, Biri y Nyaygungu), mientras que la inflexión al verbal morfología es similar a la del grupo Hebert River (que incluye Dyirbal, Warrgamay, Nyawaygi y Wulguru). Se ha sugerido que los sufijos flexivos verbales podrían haber sido el resultado de un préstamo masivo.

## Fonología

### Consonantes
|           | bilabial | lamino-dental1 | ápico-alveolar | retrofleja | lamino-palatal | dorso velar |
| --------- | -------- | -------------- | -------------- | ---------- | -------------- | ----------- |
| oclusiva  | b ⟨b⟩    | (d̪ ⟨dh⟩)       | d ⟨d⟩          |            | ɟ ⟨j⟩          | ɡ ⟨g⟩       |
| nasal     | m ⟨m⟩    | (n̪ ⟨nh⟩)       | n ⟨n⟩          |            | ɲ ⟨ny⟩         | ŋ ⟨ng⟩      |
| rótica    |          |                | ɾ ⟨rr⟩         | ɻ ⟨r⟩      |                |             |
| lateral   |          |                | l ⟨l⟩          |            |                |             |
| semivocal |          |                |                |            | j ⟨y⟩          | w ⟨w⟩       |

1. Only in Gugu-Badhun.

El sonido [h] aparece solo en la interjección [hai] 'Hi!' y la exclamación de sorpresa [haha] (o [ha:ha:]) Las consonantes dentalizadas tienden a aparecer en el dialecto Gugu-Badhun. Una aproximación alveolar [ɹ] se afirma que también aparece en el dialecto Gugu-Badhun. La aproximación retrofleja /ɻ/ en la posición final de sílaba, con poca frecuencia se puede realizar como una vibrante simple retrofleja [ɽ].  La parada lamino-palatal es en la mayoría de los casos fonéticamente una africada [tʃ] o [dʒ]. La sonora no es distintivo para las oclusivas. Las reglas para expresar son bastante complejas, pero aun así es imposible predecirlas en todos los casos. Los factores involucrados son el lugar de articulación (cuanto más adelante esté la parada, más probable es que se exprese), el entorno fonético, la posición con respecto a los límites de las palabras y posiblemente también la longitud de la palabra, el número de sílabas que siguen a la parada y la ubicación del estrés.

### Vocales
Hay tres vocales: /a/, /i/ and /u/ (ortográficamente ⟨o⟩). La longitud es distintiva sólo para /a/, su contraparte larga se representa ortográficamente como ⟨aa⟩. /u/ tiene dos alófonos: [u], y [o] (ninguno de los cuales implica un redondeo de labios significativo), dependiendo de la consonante anterior. Ambos son posibles después /b/, /m/ y /j/, mientras que después de todas las demás consonantes solo [o] aparece. La alofonia de /i/ sparece regirse por reglas más complejas pero, en general,  [i] Es el único alófono después /ɟ/ˌ /ɲ/ˌ /ŋ/ y /w/, mientras que después de casi todas las demás consonantes ambas [i] y [e] se puede observar.

## Clases de palabras
Warrongo se analiza como teniendo cinco clase de palabraes: sustantivos, (personal) pronombres, adverbios, verbos y interjecciones. La mayoría de estos contienen miembros interrogativos y demostrativos; ejemplo de un sustantivo interrogativo es ngani 'qué', ngoni 'hay' es un adverbio demostrativo, un verbo interrogativo es ngani-nga-L 'hacer qué', y uno demostrativo es yama-nga-L 'hacer así'. Casi todas las palabras pertenecen exclusivamente a una clase de palabra, mientras que el cambio de clase de palabra se logra a través de sufijo derivacionales. Los adjetivos no forman una clase separada ya que comparten la morfología y el comportamiento sintáctico de los sustantivos. También hay alrededor de una docena de enclíticos, con una variedad de funciones: énfasis, enfoque, intensificación o significados como 'solo', 'suficiente', 'también', 'No sé', 'contrafactual'.

## Morfología nominal
Los sustantivos generalmente no distinguen número o género, mientras que los pronombres tienen diferentes formas para número (singular, dual y plural) y persona (primera, segunda y tercera). Todos ellos, sin embargo, se declinan para caso. Los sufijos de caso tienen alomorfo según el fonema final de la raíz, con algunas peculiaridades exhibidas por los pronombres y por los sustantivos propios y familiares finales de vocal. Taquí también hay algunos sustantivos irregulares.

### Casos
Los sustantivos tienen una sola forma, sin sufijo, para el caso nominativo (usado para el sujeto de un verbo intransitivo) y el caso acusativo (usado para el objeto de un verbo transitivo), mientras que el caso ergativo (usado para el sujeto de un verbo transitivo) está marcado por un sufijo. En los pronombres, en cambio, el nominativo y el ergativo coinciden en la raíz desnuda, mientras que el acusativo está marcado por un sufijo. Excepcionalmente, los pronombres duales y plurales de tercera persona, así como los sustantivos propios y de parentesco finales de vocal, reciben una marca separada para cada uno de estos tres casos. El ergativo, si se usa con sustantivos inanimados, también puede marcar un instrumento.
El caso locativo describe la ruta o destino del movimiento, la ubicación, la duración en el tiempo, el instrumento (y los medios), la compañía ('junto con') y la causa o razón. El caso dativo marca propósito, causa y razón, posesión (rara vez), meta y dirección del movimiento, destinatario, duración temporal o punto final, un argumento central en algunas construcciones sintácticas, y un complemento de verbos intransitivos o sustantivos como 'aficionado (de)', 'bueno (para)', 'saber', 'olvidar'. El genitivo se usa solo con sustantivos animados y marcas, además del poseedor típico y funciones relacionadas, también un beneficiario, destinatario o complemento de algunos verbos y sustantivos. El ablativo más comúnmente marca la razón o un punto de partida temporal o espacial. El comitativo parece tener una amplia gama de significados, algunos de ellos idiomáticos, pero los más típicos parecen corresponder al inglés 'with'.
Los sufijos genitivo, ablativo y comitativo pueden ir seguidos de otros sufijos de caso.
Algunos adverbios pueden tomar sufijos de caso: locativo (opcionalmente para adverbios de lugar), dativo (con el sentido 'a', opcionalmente para adverbios de lugar, obligatorio para adverbios de tiempo), o ablativo (obligatorio para ambos si el significado es 'de , desde'). Los adverbios de modo no pueden tomar sufijos de caso; esto los distingue de los sustantivos que expresan significados similares (ya que estos sustantivos deben concordar en caso con los sustantivos que modifican).

## Morfología verbal
Los verbos pertenecen a una de las tres clases de conjugación, que se caracterizan por la presencia de un 'marcador conjugacional' (-l-, -y- o ninguno) que aparece en ciertas formas verbales. Los verbos toman sufijos para el cambio de valencia o para tiempo/estado de ánimo (tiempo futuro, entre dos y tres tiempos no futuros, imperativos, aprensivo). También hay formas intencionales, que indican intención cuando se usan como predicado de una oración no subordinada, or mark verbs in subordinate clauses for purpose, result or successive actions.

## Sintaxis

### Orden de las palabras
El orden de las palabras es libre y no parece regirse por la estructura de la información. No es necesario que los constituyentes de una sola frase sean contiguos. Sin embargo, hay algunas tendencias. Los sustantivos numéricos suelen seguir al sustantivo head, mientras que los modificadores similares a adjetivos tienden a precederlo. Los argumentos tienden a preceder a los verbos, mientras que el argumento similar a un agente de un verbo transitivo suele preceder al argumento similar a un paciente, aunque con mayor frecuencia solo se expresa uno de ellos.

### Oraciones complejas y correferencialidad
Los tres medios más comunes de unir cláusula son secuencias de oraciones (cláusulas yuxtapuestas que tienen contornos de entonación separados), coordinación (cláusulas yuxtapuestas con un contorno de entonación y uso compartido de categorías conjugacionales como el tiempo) y subordinación. El tipo más común de subordinación es la intencional.
Si hay argumentos compartidos, es más probable que se eliminen de la segunda cláusula si es subordinada, y menos probable si es una secuencia de oraciones. TLas restricciones sobre la función sintáctica del argumento compartido son típicas de las lenguas sintácticamente ergativas. El argumento compartido tiene que tener la misma función en ambas cláusulas, o ser un sujeto intransitivo (S) en una y un argumento transitivo tipo paciente (O) en la otra.
En caso de que el argumento compartido sea un argumento similar a un agente transitivo (A) en una de las cláusulas, antipassivisation estará involucrado. Está señalado por un sufijo verbal y afecta la marcación de caso de los argumentos de este verbo. En comparación con el verbo básico, que marca la A con ergativo/nominativo y la O con nominativo/acusativo, el verbo antipasivizado marca la A con nominativo y la O con ergativo o dativo. El argumento tipo agente entonces se vuelve disponible para ser correferencial con un paciente de un verbo transitivo o un sujeto de uno intransitivo.